# Woiwodschaft Łódź (1975–1998)

Politische Karte Polens, Woiwodschaft Łódź rot hervorgehoben

Die Woiwodschaft Łodź (pl.: Województwo łódzkie) war in den Jahren 1975 bis 1998 eine polnische Verwaltungseinheit, die im Zuge einer Verwaltungsreform in der heutigen Woiwodschaft Łódź (Lodsch) aufging. Die Hauptstadt war Łódź.
Bedeutende Städte waren (Einwohnerzahlen von 1998):
- Łódź – 767 628
- Pabianice – 71 313
- Zgierz – 58 351
- Ozorków – 20 731
- Aleksandrów Łódzki – 20 342
- Konstantynów Łódzki – 17 569
- Głowno – 15 282